# Casa al carrer de Sant Ferriol, 29 (Olot)
La Casa al carrer de Sant Ferriol, 29 és una obra d'Olot (Garrotxa) inclosa a l'Inventari del Patrimoni Arquitectònic de Catalunya.

## Descripció
És una casa entre mitgeres, de planta rectangular amb teulada a dues aigües, planta baixa i dos pisos superiors. La planta baixa té una petita porta d'accés, en un costat, amb els murs estucats imitant la pedra. Damunt la porta, gravada en l'estuc, hi ha la data de construcció: 1893. El primer pis té una balconada sostinguda per mènsules decorades, amb dues portes d'accés. El segon pis té dos balcons, sostinguts també per mènsules, motiu que es repeteix sota la cornisa. Cal destacar la decoració de les obertures, amb un entaulament d'àmplies motllures treballades, sostingudes per mènsules.

## Història
El barri de Sant Ferriol va començar com un barri extramurs. On avui hi ha botigues hi havia corts de porcs, xais i fins i tot cavalls i bous. Durant el segle xix es tira endavant el projecte d'urbanització de Plaça Clarà i del Firal o Passeig d'en Blay; les muralles varen ser aterrades i es començà a donar forma urbanística al carrer que fins aleshores havia estat extramurs. Es basteix la capella dedicada al Sant que es troba al final del carrer; molts casals seran bastits de nova planta i altres seran profundament renovats, com les cases núm. 46, 27 i 29.